# Catedral de Tarma
La Catedral de Tarma también conocida como Catedral de Santa Ana de Tarma es una catedral ubicada en Tarma, departamento de Junín, Perú. Fue construida en 1954 de estilo neoclásico. Dentro de la iglesia se encuentra la imagen de Santa Ana, patrona de Tarma. La construcción es de forma cruz latina y cuenta con dos torres. La construcción estuvo a cargo del Ingeniero civil  Don Jorge Antonio Borda Morey por encargo directo del entonces presidente Odria.  Adentro de la catedral se encuentra el mausoleo con los restos del Manuel A. Odría, que fue presidente del país y tarmeño de nacimiento y el obispo Lorenzo Unfried. Asimismo están las esculturas de Nuestro Señor de Agonía y altar de la Virgen de los Dolores, atribuida al escultor flamenco Roque Balduque, altar de la Virgen de Fátima.
En la nave lateral derecho se encuentra Baptisterio, hecha de mármol de Carrara.